# Municipalità di Mtskheta
La municipalità di Mtskheta (in georgiano მცხეთის მუნიციპალიტეტი?) è una municipalità georgiana di Mtskheta-Mtianeti.
Nel censimento del 2002 la popolazione si attestava a 64 829 abitanti. Nel 2014 il numero risultava essere 47 711.
La città di Mtskheta è il centro amministrativo della municipalità, la quale si estende su un'area di 806 km².

## Monumenti e luoghi d'interesse
- Mtskheta
- Armazi
- Dzalisi
- Mukhrani
- Tsilkani
- Monastero di Shio-Mgvime

## Società
Dal censimento del 2014 la municipalità risultava costituita da:
- Georgiani, 92,04%
- Azeri, 4,15%
- Assiri, 1,27%
- Osseti, 1,23%
- Armeni, 0,47%
- Russi, 0,35%
- Greci, 0,07%

## Geografia antropica

### Villaggi
- Arashenda,
- Agdgomliantkari,
- Akhaldaba,
- Akhali Nichbisi,
- Akhalsopeli,
- Akhalubani,
- Bevreti,
- Bitsmendi,
- Buriani,
- Galavani,
- Gorovani,
- Ereda,
- Vaziani,
- Vardisubani,
- Zakaro,
- Zemo Nichbisi,
- Tezami,
- Karsanobi,
- Lelubani,
- Lisi,
- Mamkoda,
- Misaktsieli,
- Mskhaldidi,
- Mukhatgverdi,
- Mukhattskaro,
- Mukhrani,
- Mshralkhevi,
- Navdaraantkari,
- Navazi,
- Natakhtari,
- Patara Kanda,
- Saguramo,
- Satovle,
- Saskhori,
- Skhaltba,
- Tabaruki,
- Kupurisi,
- Kvebrisi,
- Krevisri,
- Shankevani,
- Chardakhi,
- Tsikhisdziri,
- Tskhvarichamia,
- Dzalantkhevi,
- Dzalisi,
- Dzegvi,
- Old Kanda,
- Tserovani,
- Tsilkani,
- Tsinamdzgviantkari,
- Tsitsamuri,
- Tsodoreti,
- Chilaantkari,
- Khekordzi,
- Jighaura